# Néfiach
Néfiach (em catalão:  Nefiac) é uma comuna francesa na região administrativa da Occitânia, no departamento dos Pirenéus Orientais. Estende-se por uma área de 8.81 km², e possui 1.292 habitantes, segundo o censo de 2018, com uma densidade de 150 hab/km².